# LeoSat

Animazione della posizione per effetto Doppler con un satellite LEOSAT del sistema COSPAS-SARSAT.

LeoSat è una costellazione di satelliti per telecomunicazioni che mira a fornire collegamenti punto a punto ad altissima velocità tra le sedi di grandi aziende, banche e istituzioni governative. Nel 2016 il progetto era in fase di ricerca di finanziamenti. La realizzazione è prevista per il 2020/2021.

## Obiettivi
L'obiettivo di LeoSat è quello di fornire a un determinato cliente collegamenti punto-punto con un traffico che va da 50 megabit a 1,2 gigabit al secondo. Rispetto all'offerta esistente (O3b, Global Xpress di Inmarsat), il flusso è molto più elevato. Il mercato di riferimento sono le grandi aziende, le istituzioni finanziarie e le istituzioni governative. L'obiettivo principale (90%) è lo scambio tra istituzioni e strutture che fanno parte della stessa organizzazione. Rispetto ad una soluzione basata su una rete terrestre in fibra ottica, LeoSat migliora la sicurezza degli scambi (nessun passaggio attraverso reti di telecomunicazioni nazionali non private) e un tempo di instradamento più breve (da 97 a 130 millisecondi rispetto ai 250 millisecondi in media per la fibra ottica).

## Specifiche tecniche
Il sistema LeoSat si basa su una costellazione di satelliti che operano in un'orbita polare bassa (1400 km). Per fornire il collegamento punto-punto, i dati vengono scambiati tra i satelliti della costellazione tramite collegamenti laser con il satellite che sorvola il ricevitore. Le stazioni di trasmissione e ricezione a terra sono di proprietà dei clienti. Per garantire una copertura completa, la costellazione deve includere 78 satelliti distribuiti su 6 piani orbitali, compresi 4 satelliti di riserva per ogni piano orbitale. Una costellazione di 54 satelliti è il minimo necessario a fornire una copertura completa al di sopra dei 30 gradi di latitudine.
Il progetto del satellite LeoSat è quasi identico a quello del satellite O3b sviluppato da Thales Alenia Space, ma con maggiori capacità. Quest'ultimo, 20 unità ordinate e in fase di assemblaggio nel 2016, utilizza una piattaforma EliteBus di Thales Alenia Space, che viene utilizzata anche per la nuova costellazione Iridium, anch'essa in fase di dispiegamento (81 satelliti). Il satellite lungo 3,7 metri (contro i 3,1 metri della versione 03B) ha una massa di 1.250 kg e pannelli solari da 2 kW. Il suo carico utile è costituito da 12 antenne orientabili operanti in banda Ka (10 che consentono una velocità di 1,6 gigabit/s e 2 con una velocità di 5,2 gigabit/s) e 4 sistemi di collegamento laser inter-satellite. Questi ultimi utilizzano la tecnologia sviluppata dalla filiale optoelettronica di RUAG, acquisita da Thales Alenia Space nel luglio 2016. La propulsione sarà fornita da quattro propulsori ad effetto Hall.

## Stato di avanzamento del progetto
Sono all'origine del progetto due ex ingegneri della Schlumberger specializzati in connessioni punto-punto per reti private. Thales Alenia Space ha effettuato uno studio di fattibilità nel 2015 e ha firmato un contratto con la società LeoSat (dedicata al progetto) nel settembre 2016, avviando una fase di definizione prima della fase di produzione. Il costo del progetto è stimato a 3,5 miliardi di euro in 4 anni e le entrate annuali previste a pieno regime sono di 1 miliardo di euro. Se LeoSat troverà i finanziamenti necessari, si prevede di lanciare 2 dimostratori alla fine del 2018 all'inizio del 2019 e di implementare il sistema nel 2020/2021. Nel 2016 è in corso una prima campagna di raccolta fondi per raccogliere 275 milioni di euro.
LeoLabs ha sospeso le operazioni, con annuncio a Novembre 2019, a causa di mancanza di finanziamenti.